# جنیفر کرامر
جنیفر کرامر (به آلمانیJennifer Cramer:، زادهٔ ۲۴ فوریهٔ ۱۹۹۳) بازیکن فوتبال اهل کشور آلمان است. او همکنون برای تیم توربین پوتسدام بازی می‌کند. وی یکی بازیکنان تیم ملی فوتبال زنان آلمان نیز هست.

## افتخارات

### باشگاهی
اف. اف. سی توربین پوتسدام ۱
- لیگ قهرمانان یوفا: نایب قهرمان: ۱۱–۲۰۱۰
- بوندس‌لیگا:قهرمان فصلهای ۱۱–۲۰۱۰ و ۱۲–۲۰۱۱
- جام حذفی آلمان: ۱۱–۲۰۱۰ و ۱۳–۲۰۱۲
- لیگ قهرمانان یوفا زنان زیر ۱۷ سال:قهرمان فصلهای ۹–۲۰۰۸ و ۱۰–۲۰۰۹

### بین‌المللی
تیم ملی آلمان
- مسابقات زنان جام یوفا قهرمان:سال ۲۰۱۳
- جام جهانی فوتبال زنان زیر ۲۰ سال: نایب قهرمان سال ۲۰۱۲
- مسابقات زنان جام یوفا زیر ۱۹ سال: قهرمان سال ۲۰۱۱
- مسابقات زنان جام یوفا زیر ۱۷ سال: قهرمان سال ۲۰۰۹